# Giovanni Palmieri dos Santos
Giovanni Palmieri dos Santos, mais conhecido apenas como Giovanni (Santos, 23 de junho de 1989), é um futebolista brasileiro que atua como lateral-esquerdo. Atualmente joga no Portuguesa Santista.
É irmão do também lateral-esquerdo Emerson Palmieri, que atua pelo West Ham.

## Carreira

### América-MG
Chegou ao América em 2017 e permaneceu até 2018. No total, o jogador disputou 52 jogos e marcou sete gols.

### Cruzeiro
No fim de julho de 2020, foi anunciado como reforço celeste para a disputa da Série B.
Em meio a tantas críticas, marcou seu primeiro gol no dia 26 de agosto, no empate contra o CRB no Estádio Rei Pelé, pela Copa do Brasil.
Estando há somente 1 mês clube, Giovanni foi avisado pela diretoria que não estava nos planos do clube. Enderson Moreira, o então técnico do clube celeste, afirmou que a decisão partiu da diretoria, mas o diretor de futebol Deivid disse que a escolha foi do treinador. Com a saída de Enderson e a chegada de Ney Franco, Giovanni foi reintegrado ao grupo. Mas, teve poucas chances de mostrar o seu trabalho.
Rescindiu seu contrato com o clube após ser afastado novamente, por não fazer parte dos planos, do então técnico Felipão. Ficou um ano clube, disputando 8 jogos e marcando 1 gol.

### Santo André
Foi contratado pelo Santo André para a disputa do campeonato paulista em 2021.

## Títulos

### Fluminense
- Primeira Liga: 2016

### América-MG
- Campeonato Brasileiro - Série B: 2017